# Strandja (sit SCI)
Strandja este o arie protejată (sit de importanță comunitară — SCI) din Bulgaria întinsă pe o suprafață de 153.529,61 ha, 75,5% pe uscat și 24,5% pe apă.

## Localizare
Centrul sitului Strandja este situat la coordonatele 42°04′10″N 27°44′12″E / 42.0695°N 27.736800°E.

## Înființare
Situl Strandja a fost declarat sit de importanță comunitară în decembrie 2008.